# グロースヴァルシュタット
グロースヴァルシュタット (ドイツ語: Großwallstadt) はドイツ連邦共和国バイエルン州ミルテンベルク郡に属す町村（以下、本項では便宜上「町」と記述する）。

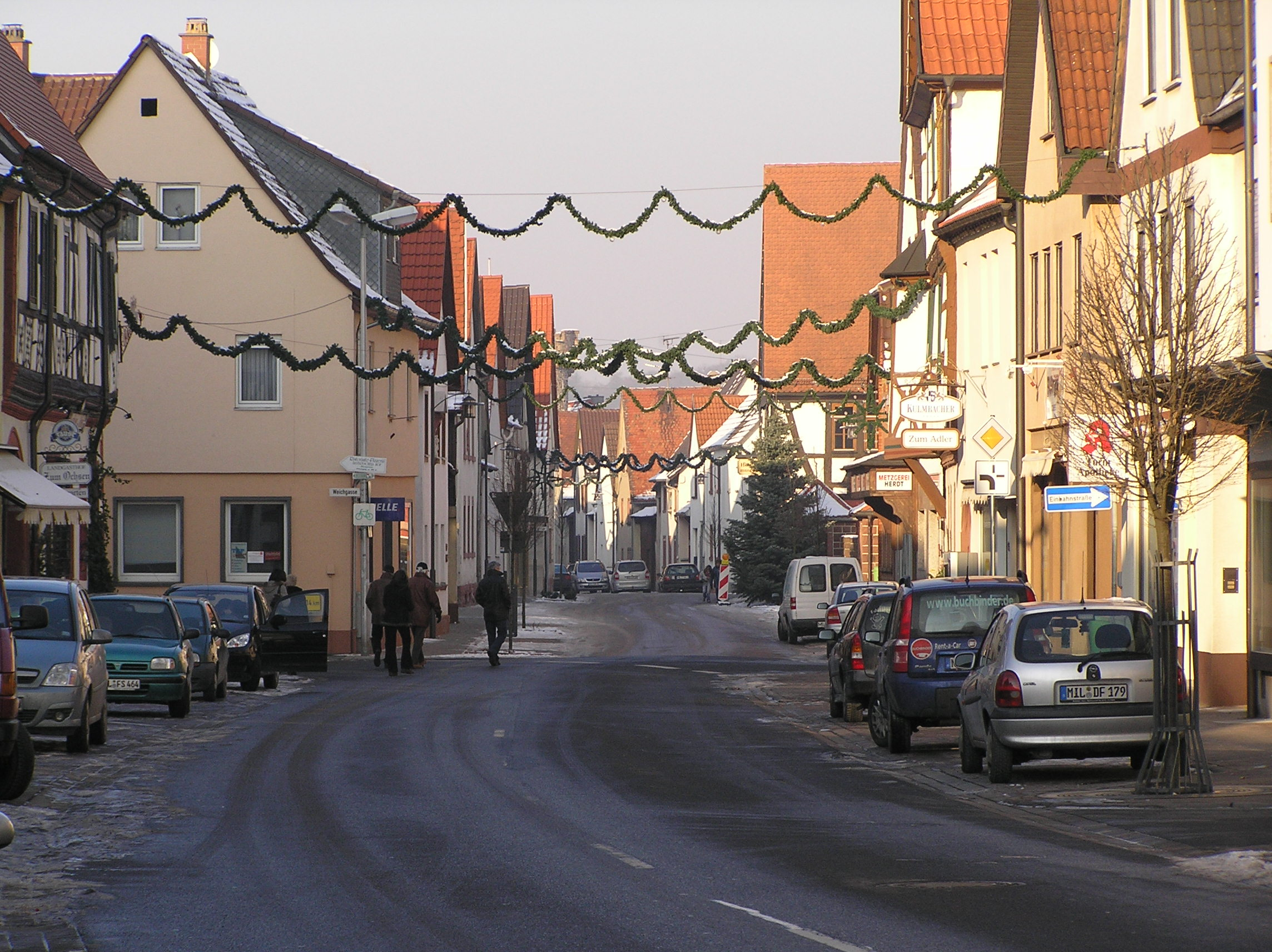
グロースヴァルシュタットのメインストリート

## 地理
グロースヴァルシュタットは、バイエリシェ・ウンターマイン地区に位置する。

### 自治体の構成
この町は、グロースヴァルシュタット集落単独で構成される。

## 歴史
1803年の世俗化までマインツ選帝侯領の一部であったグロースヴァルシュタットは、この年に新たに創設されたアシャッフェンブルク侯領に編入されたが、同侯領は1814年に（フランクフルト大公領の一部として）バイエルン王国領に移された。

### 人口推移
町域内の人口は、1970年 3,011人、1987年 3,345人、2005年 4,091人であった。

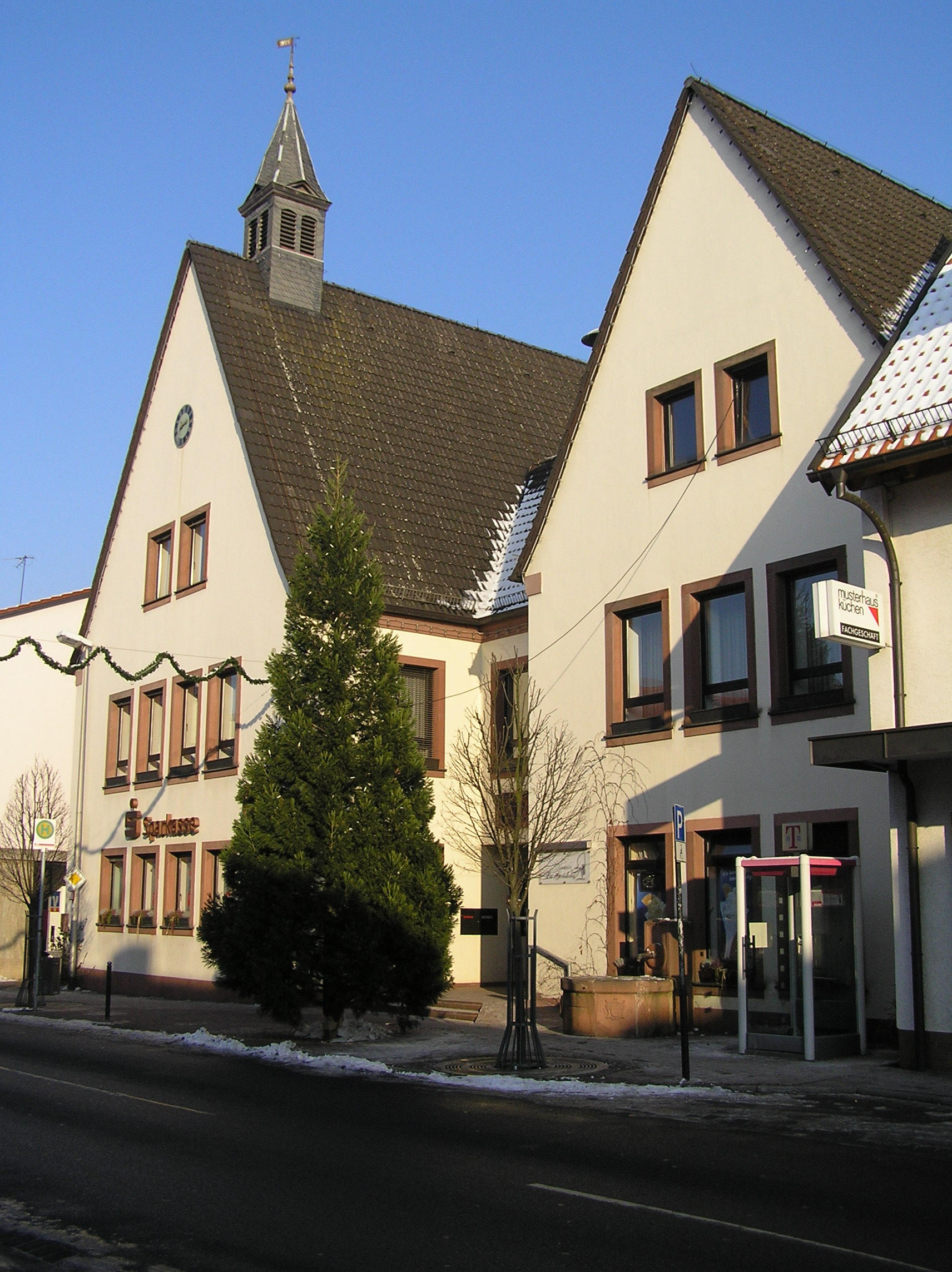
グロースヴァルシュタットの町役場

## 行政
町長はローラント・エッピヒ (FW) である。彼は2008年にライホルト・ケーラー (CSU) の後任として、この職に就いた。

## スポーツ
TV1888グロースヴァルシュタットはバイエルンにおけるハンドボール・ブンデスリーガの先駆者である。このクラブは1978年に初めて同リーグのドイツ・チャンピオンになった。

## 経済と社会資本

### 産業
最大の雇用主は、約1000人の従業員を擁するチバビジョンである。この会社は、コンタクトレンズとそのケア用品の研究、開発、製造、商品化を行っている。

### 交通
グロースヴァルシュタットは、フランケン赤ワイン遊歩道沿いに位置する。

## 人物

### 出身者
- ノルベルト・ガイス（1939年 - ）政治家 (CSU)
- マンフレート・ホフマン（1948年 - ）ハンドボール選手。ゴールキーパーを務めた。

## ギャラリー

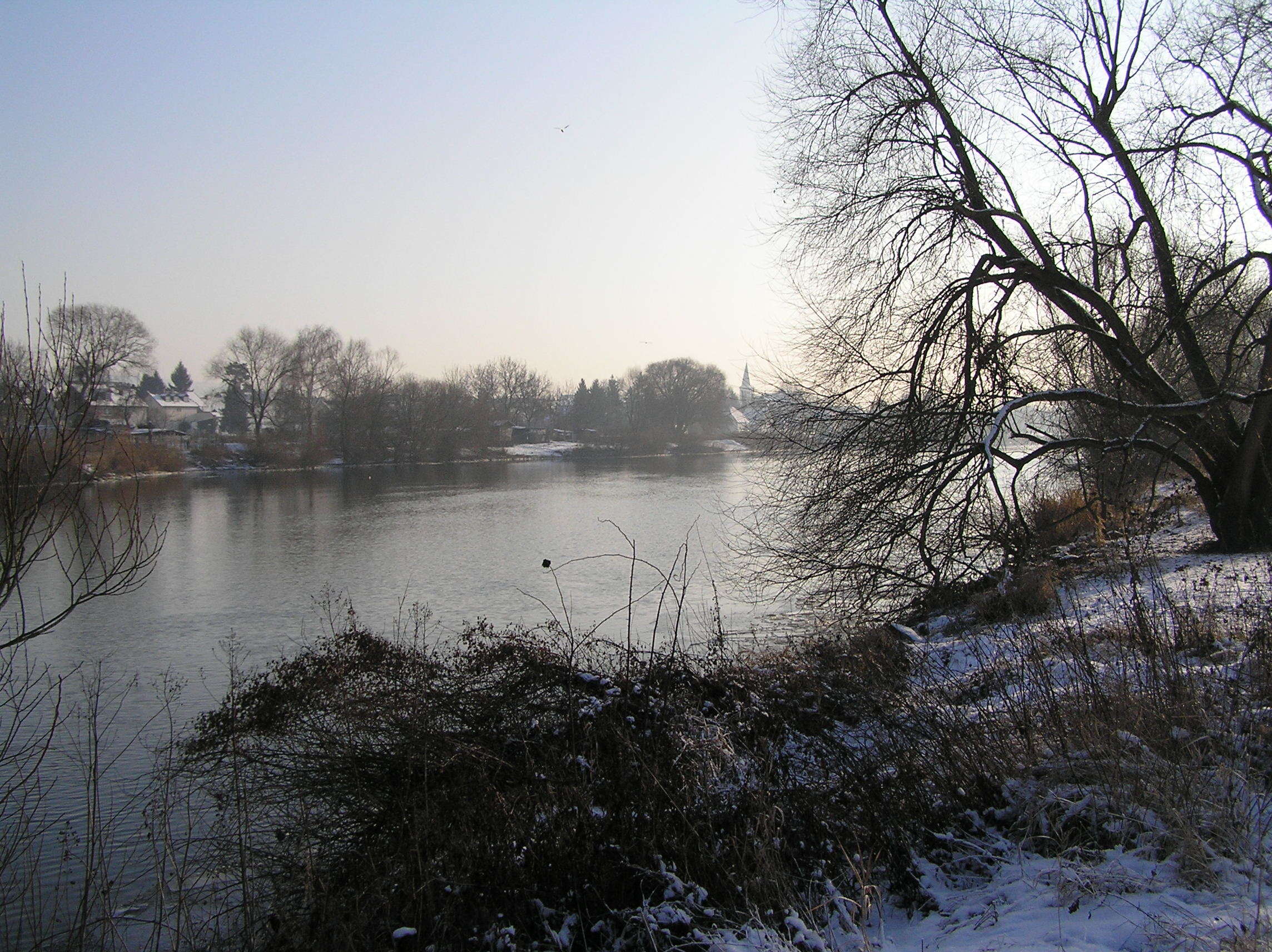
グロースヴァルシュタット付近を流れるマイン川
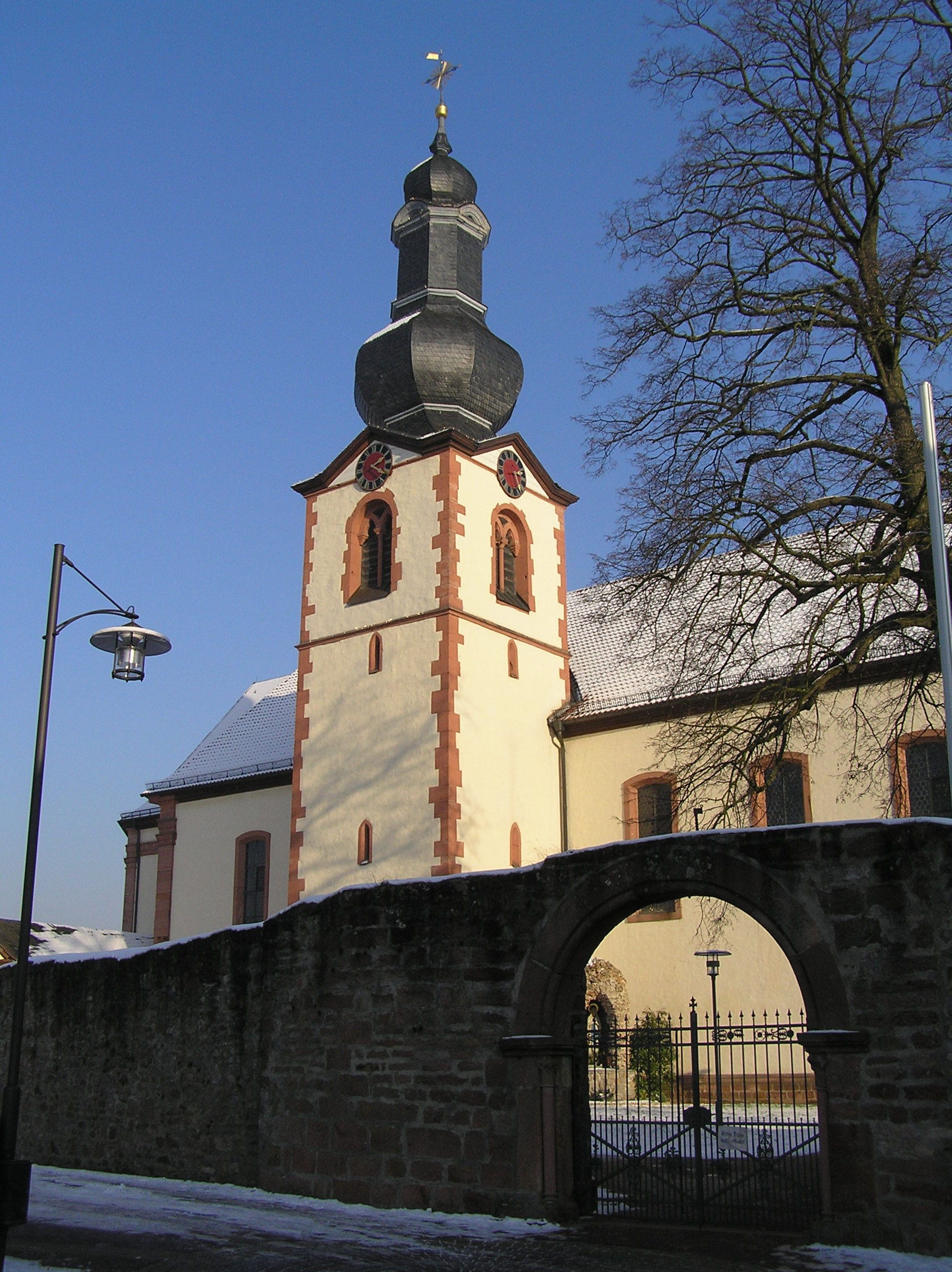
教会
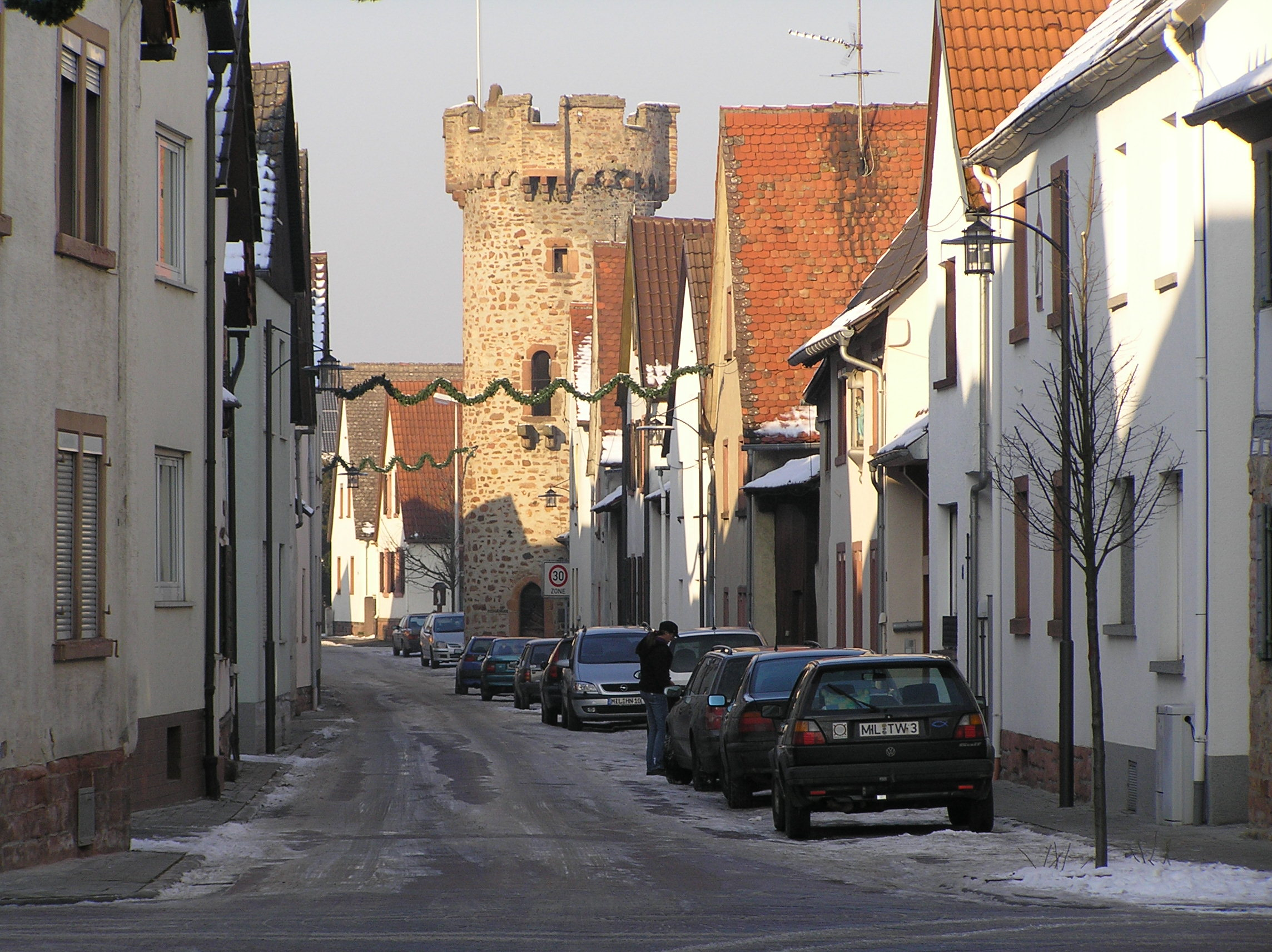
グロースヴァルシュタットに遺る塔
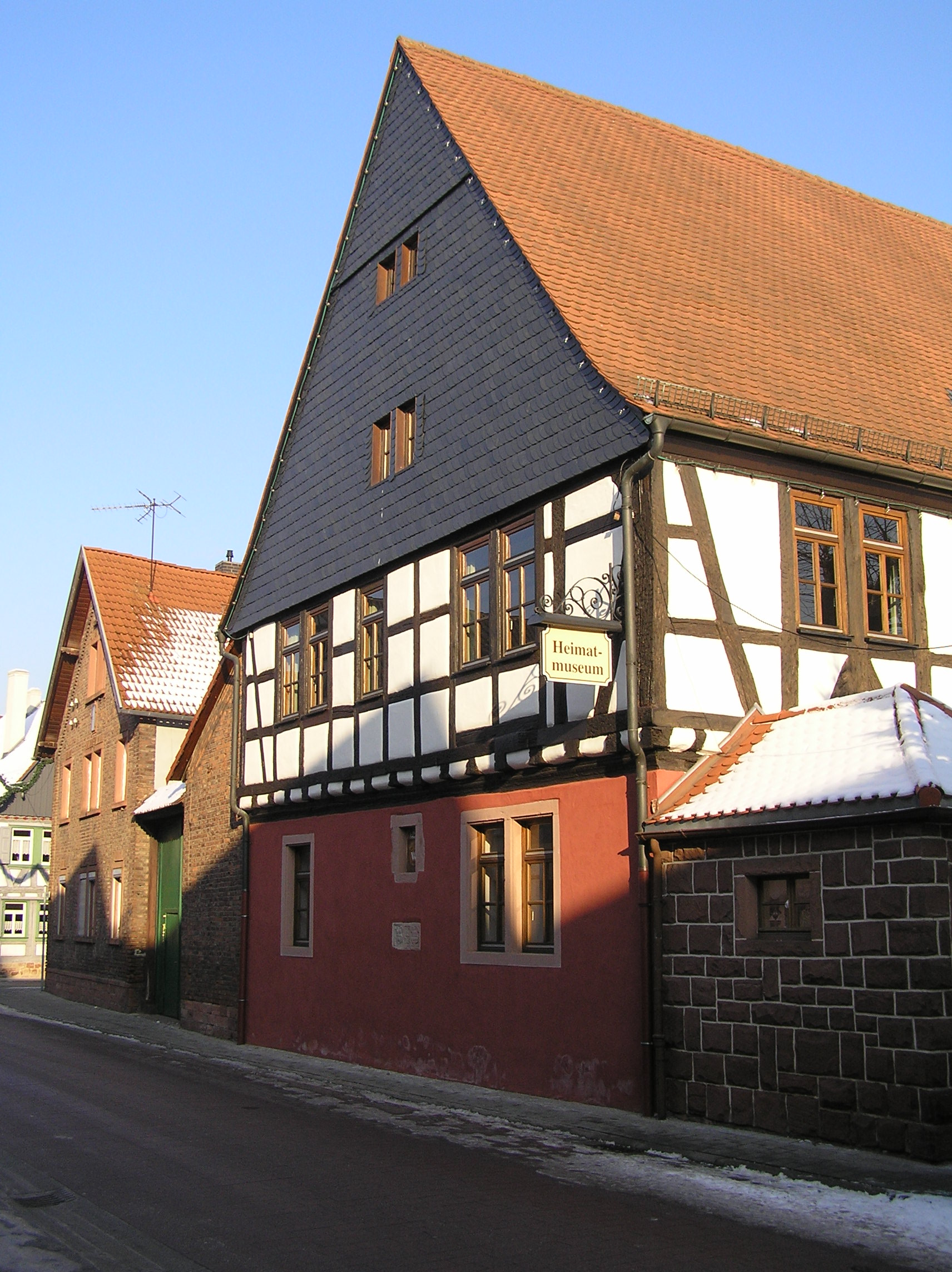
グロースヴァルシュタット郷土博物館

## 引用
1. ↑  https://www.statistikdaten.bayern.de/genesis/online?operation=result&code=12411-003r&leerzeilen=false&language=de Genesis-Online-Datenbank des Bayerischen Landesamtes für Statistik Tabelle 12411-003r Fortschreibung des Bevölkerungsstandes: Gemeinden, Stichtag (Einwohnerzahlen auf Grundlage des Zensus 2011)
2. ↑  Bayerische Landesbibliothek Online